# John Charles Chasteen
John Charles Chasteen es un académico estadounidense, historiador cultural activo en la Universidad de Carolina del Norte en Chapel Hill.

## Selección de obras
- Americanos: The Struggle for Latin American Independence. Nueva York y Londres: Oxford University Press, en preparación.
- Héroes a caballo. Los hermanos Saravia y su frontera insurgente (título original: Heroes on Horseback: A Life and Times of the Last Gaucho Caudillos. Traducido al castellano por Aída Altieri). Montevideo: Aguilar, 2001[2]